# Kilcoy
Kilcoy est une ville du Queensland en Australie.